# Война шестой коалиции (осада крепостей в 1813 году)
Война шестой коалиции (осада крепостей в 1813 году) — излагаются боевые действия союзников против крепостей с французскими гарнизонами в ходе кампании 1813 года. Общий ход боевых действий между Наполеоном и союзными войсками 6-й коалиции описан в статье Война Шестой коалиции.

## Общие сведения
В войне 6-й коалиции 1813—1814 гг. против Наполеона осады крепостей не играли решающей роли. Наполеон в начале 1813 пытался задержать продвижение русских армий, опираясь на цепочку крепостей по Висле, однако из-за малочисленности французских сил (после уничтожения Великой армии в России) этот план не удался. Также не удалось остановить наступление союзников по линии Одера благодаря восстанию Пруссии против Наполеона. Наполеон остановил союзные армии в районе Эльбы, где развернулись основные сражения кампании 1813 года.
Союзники не задерживались для захвата крепостей, оставляя их в своём тылу при наступлении. Для блокады назначались ограниченные силы, часто по численности уступающие гарнизонам крепостей. Русские привлекали для осадных действий ополчения, пруссаки использовали для этого ландвер. Крепости и в особенности города с большими гарнизонами изолировались от театра основных боевых действий, затем осадно-штурмовые действия начинались по мере усиления осадных сил. Такая стратегия союзников принесла блестящий успех, позволив им с малым уроном нанести невосполнимые потери Наполеону.
После разгрома Наполеона в октябре 1813 под Лейпцигом все французские крепости по Висле, Одеру и Эльбе капитулировали к январю 1814 за исключением Гамбурга и Магдебурга. В результате Наполеон лишился по приблизительным оценкам 130—170 тыс. солдат и 2 тысячи орудий, крайне необходимых ему для защиты самой Франции от войск 6-й коалиции (см. статью Война Шестой коалиции).
В публикациях встречаются разные даты капитуляции некоторых крепостей, расхождения достигают месяца. Это вызвано растянутым по времени процессом капитуляции, от подписания соглашения, его утверждения и до сдачи в плен проходили дни. Таким образом авторы указывают дату какого-то из этапов капитуляции, не всегда окончательного. Также в некоторых источниках указывают численность гарнизонов по количеству пленных, захваченных союзниками при капитуляции крепостей.

## Крепости по линииВислы
Русские армии, выйдя за границу Российской империи в январе 1813, с ходу преодолели линию французской обороны по Висле. Армия Витгенштейна прошла по Пруссии, оставив для блокады Данцига отдельный корпус; армия Кутузова в феврале мирно заняла Варшаву на средней Висле и выслала отряды для блокады крепостей, занятых польско-французскими гарнизонами. По линии Вислы находились основные крепости с французско-польскими гарнизонами:
- Данциг (35 тыс., 1300 орудий, ген. Рапп) на побережье Балтики в устье Вислы.
- Торн (5,5 тыс., 52 орудия, ген. Поатвен) на правом берегу Вислы примерно между Данцигом и Варшавой.
- Модлин (до 5,5 тыс., 120 орудий, ген. Данделс) на Висле в 30 км от Варшавы ниже по течению.
- Замостье (4,5 тыс., 130 орудий, ген. Гауке) на юге Польши в 100 км к востоку от Вислы.

### Осада Данцига. Январь—декабрь 1813
Данциг был блокирован 6 (18) января 1813 отрядами русской армии Витгенштейна. Гарнизон под началом генерала Раппа состоял из остатков Великой Армии, уцелевших в походе на Россию. Его численность сильно варьируется в различных источниках. По сведениям историка М. И. Богдановича под началом Раппа было 35 тыс. солдат при общем числе боеспособных в 10 тыс., французский историк 1-й половины XIX века Тьер называет цифру в 28 тыс. солдат. Верхняя оценка численности достигает 40 тыс. солдат.
Когда Данциг капитулировал, в плен сдалось 15 тыс. солдат и офицеров. Так как эпидемий и голода в гарнизоне во время осады не отмечено, то следует отнести большие расхождения в оценках численности как на дезертирство деморализованных многонациональных войск, так и на высокую смертность от болезней после Русской кампании.
Блокадой Данцига руководил вначале ген.-лейтенант Левиз с 13-тыс. корпусом, в апреле 1813 начальство перешло к ген.-от-кавалерии герцогу Александру Вюртембергскому. В сентябре русские и пруссаки после подвоза осадной артиллерии приступили к подготовке штурма, однако гарнизон успешно препятствовал проведению осадных работ, и без того затруднённых погодными условиями и болотистой местностью. Положение изменилось после разгрома Наполеона под Лейпцигом в октябре 1813. Театр основных боевых действий сместился во Францию. Генерал Рапп хотел сдать город на условии ухода гарнизона во Францию, однако ему пришлось принять полную капитуляцию перед союзниками. В официальном французском донесении причиной капитуляции назывался голод, хотя в своих мемуарах князь Волконский отмечал лучшее состояние пленных из гарнизона по сравнению с осаждающими.
21 декабря 1813 (2 января 1814) гарнизон сложил оружие. За время осады союзники потеряли (в основном от болезней) до 10 тыс. человек, убито до 1300 русских.

### Осада Торна. Январь—апрель 1813
Гарнизон Торна (5,5 тыс. баварцев и французов) под командованием генерала Поатвена был блокирован 16 (28) января 1813 войсками адмирала Чичагова. Затем командование осадным корпусом (18 тыс., 38 осадных орудий) передано генералу Барклаю-де-Толли. В 1-й половине апреля 1813 начались осадные действия с земляными работами и подготовкой штурма. 13—15 апреля проведена бомбардировка крепости из крупнокалиберных орудий и мортир. 4 (16) апреля 1813 гарнизон сдал крепость на условиях беспрепятственного ухода в Баварию и отказа от участия в кампании.
Потери русских при проведении осадных действий составили менее 200 человек, из них 28 убитыми.

### Осада Модлина
Модлин представлял собой крепость на правом берегу Вислы в месте впадения в неё реки Нарева недалеко от Варшавы. Крепость была реконструирована по приказу Наполеона в 1812 с помощью французских инженеров, хотя работы полностью не были завершены. Гарнизон Модлина насчитывал 3 тыс. польских солдат, 2 тыс. саксонцев и несколько сотен французских артиллеристов под началом дивизионного генерала Х. В. Данделса. Артиллерия состояла из 120 орудий.
16 (28) февраля 1813 крепость блокировал 7-тыс. корпус ген.-майора Паскевича с 48 орудиями. После капитуляции Торна в апреле осадную артиллерию перебросили к Модлину, однако из-за недостатка сил было решено ограничиться блокадой крепости. Когда численность войск Паскевича увеличилась до 28 тыс., русские начали правильную осаду с инженерными работами и бомбардированием крепости. Штурм был прерван июньским перемирием с Наполеоном. Корпус Паскевича влился в армию Беннигсена, направляющуюся на соединение с Главной армией в Саксонию. Осаду возглавил ген.-лейтенант Клейнмихель, в состав его войск входило 10-тыс. ополчение.
Крепость капитулировала 19 ноября (1 декабря) 1813, в плен взято 3 тыс. солдат.

### Осада Замостья
Крепость Замостье (совр. польский Замосць) лежала на плато в 100 км к востоку от Вислы и была прикрыта болотистыми речками. Гарнизон состоял из 4500 поляков под началом дивизионного генерала Гауке.
10 (22) февраля 1813 крепость блокировал 3-тыс. русский отряд ген.-лейтенанта Радта. Позднее, когда войска были усилены полтавским, черниговским и другими ополчениями, численность блокадного корпуса достигла 4700 человек при 16 орудиях.
27 апреля полякам удалось совершить удачную вылазку и захватить 4 орудия.
Крепость капитулировала 10 (22) ноября 1813, в плен взято 4 тыс. солдат.

## Крепости по линииОдера
По линии Одера осаждались крепости:
- Штеттин (8—12[5] тыс., 350 орудий, ген. Грандо) в устье Одера. Блокада началась 18 марта 1813 силами 11-тыс. прусского корпуса генерала Тауенцина с помощью шведских канонерок (небольших артиллерийских кораблей). Летом блокаду возглавил ген.-майор Плец. Капитулировала 21 ноября 1813 из-за недостатка провизии.
- Кюстрин (4 тыс., ген. Фурнье-д’Альб) к востоку от Берлина при впадении реки Варты в Одер. Блокада началась 9 марта 1813, 17 марта блокаду возглавил граф Воронцов с 4-тыс. отрядом при 26 орудиях.[6] 14 апреля блокаду продолжил 2-тыс. отряд ген.-лейтенанта Капцевича. Капитулировала в январе 1814.
- Глогау (6—8 тыс., ген. Лаплан) на Одере в северной Силезии. Блокада началась 13 марта 1813 отрядом графа Сен-При, затем 2 апреля передана прусскому отряду ген.-майора Зендена (4,5 тыс., 14 орудий). 26 мая осада была снята ввиду приближения французских войск. Капитулировала в январе 1814.
- Шпандау (3,2 тыс., ген. Бруни) под Берлином, между Эльбой и Одером. Капитулировала 21 апреля 1813.

### Осада Шпандау. Январь—апрель 1813
Крепость Шпандау находилась в 15 км к западу от Берлина при устье реки Шпрее, вплотную к ней примыкал через мост одноимённый город. Имела форму квадрата, окружённого двойным рвом с водами реки Хафель. Гарнизон состоял из 3200 солдат (из них 1800 поляков) под командованием генерала Бруни.
После занятия Берлина русскими войсками крепость Шпандау начали блокировать с 15 марта. 1 апреля блокаду возложили на генерал-майора Тюмена с небольшим прусским отрядом в 1800 солдат (из них 400 русских кавалеристов). Небольшое количество осаждающих объясняется возможностью быстро получить подкрепления из Берлина. До прибытия осадной артиллерии действия пруссаков ограничивались постройкой мостов через реки Шпрее и Хафеля, заготовкой материалов для осадных работ. С прибытием 8 апреля гаубиц начались обстрелы гарнизона. 11 апреля подвезли шесть 50-фунтовых мортир, а через несколько дней боеприпасы к ним.
17 апреля началось бомбардирование крепости из мортир, брошено 380 бомб. На следующий день к обстрелу крепости добавились батареи более мелких калибров. Удалось взорвать один из пороховых погребов, в результате чего обрушилась часть крепостной стены. 20 апреля пруссаки пошли на штурм, но были отбиты с уроном до 50 человек. В городе сгорело 60 домов от случайных попаданий снарядов.
21 апреля 1813 комендант Шпандау признал невозможным дольше держаться в казематах, не предназначенных для защиты более тысячи человек, и согласился на сдачу крепости, получив дозволение отступить за Эльбу. Захвачено 115 орудий и 5400 ружей.

## Крепости по линииЭльбы
По линии Эльбы осаждались крепости:
- Гамбург (30—40 тыс., маршал Даву) в устье Эльбы; сдан 27 мая 1814 после завершения войны.
- Магдебург (25 тыс.[9], ген. Лемарруа) на западе Пруссии; сдан 24 мая 1814 после завершения войны.
- Виттенберг (3 тыс.[1], 96 орудий, ген. Лануан) в Саксонии. Осада началась 28 декабря 1813, взят штурмом 13 января 1814 войсками прусского генерала Тауенцина. Потери пруссаков в осаде составили около 800 человек, в плен взято 1300 французов, остальные перебиты при штурме.[10]
- Торгау (25 тыс., 250—300 орудий, ген. Нарбонн) в Саксонии. После отступления Наполеона во Францию в крепости укрылось до 25 тыс. солдат, среди которых благодаря скученности распространилась сильнейшая эпидемия тифа. К капитуляции в живых осталось только около 10 тыс. солдат.[11] Капитулировал 26 декабря 1813.
- Дрезден (35 тыс., 212 орудий, маршал Сен-Сир), столица Саксонии; капитулировал 7 ноября 1813.

### Гамбург. Май1813— Май1814
Гамбург в устье Эльбы был занят 7 (19) марта 1813 отрядом полковника Теттенборна, состоявшим в основном из казаков и гусар. Для обороны Гамбурга и нижней Эльбы союзники располагали 1500 русских солдат Теттенборна, 2-тысячным ополчением (Ганзейский легион) жителей Гамбурга и мекленбургским батальоном в 400 человек.
9 мая французский корпус Вандамма захватил Вильгельмсбург, остров на Эльбе напротив Гамбурга. На помощь Гамбургу 11 мая пришёл 2-тысячный отряд датчан. 14 мая французы стали обстреливать пригороды Гамбурга с острова Федель.
19 мая датские войска покинули Гамбург, так как союзные державы настаивали на уступке датской Норвегии шведам, вследствие чего датчане выбрали союз с Наполеоном. 21 мая Теттенборн призвал на помощь 4 шведских батальона из соседней Шведской Померании, однако через 3 дня батальоны ушли из города по приказу шведского кронпринца Бернадота. В ночь на 30 мая ввиду подавляющего превосходства противника без боя покинул город и русский отряд Теттенборна. 30 мая 1813 Гамбург был занят без боя датской дивизией, которая вечером передала город французскому корпусу (8 тыс.) маршала Даву, назначенному начальником 32-го военного округа с диктаторскими полномочиями.
Наполеон приказал превратить Гамбург в крепость, способную выдерживать штурм 50-тысячной армии в течение 20 дней. Даву обложил жителей зажиточного торгового города огромной контрибуцией в 48 млн франков, с июня до конца 1813 на строительстве укреплений принудительно трудилось до 10 тысяч горожан и наёмных рабочих. Дома, на месте которых возводились редуты, сносились за счёт города. Дисциплина в войсках поддерживалась расстрелами, сами горожане страдали от разорительных денежных взысканий и конфискаций.
В распоряжении Даву был 13-й пех. корпус и датские войска, которые вместе насчитывали по разным оценкам от 30 до 40 тыс. солдат. По окончании летнего перемирия Даву совершил 17 августа вылазку из Гамбурга, напав на осадный корпус графа Вальмодена (28 тыс.). Он захватил близлежащий Лауэнбург, затем двинулся на Шверин, где стоял 10 дней в ожидании развития похода на Берлин маршала Удино. Узнав о поражении Удино, вернулся в Гамбург.
После битвы под Лейпцигом блокада Гамбурга осуществлялась Северной армией Бернадота, который направил основной удар против Дании. Командование осадным корпусом в ноябре 1813 было поручено российскому генералу Беннигсену.
Первый штурм города Беннигсен произвёл 9 февраля 1814 год, следующий — 17 февраля. Оба оказались неудачными. 27 февраля Беннигсен предпринял ещё одну, ночную, атаку. Она также была отбита французами. После чего было принято решение больше город не штурмовать, ограничившись осадой.
Получив 25 апреля известие об отречении Наполеона (состоявшемся 6 апреля), Даву не поверил, потребовал независимого подтверждения. 29 апреля над городом появились белые флаги. Ещё месяц велись переговоры о сдаче города.
Маршал Даву сдал Гамбург 27 мая 1814 года, подчиняясь приказу нового короля Франции Людовика XVIII. Капитуляцию принял Л. Л. Беннигсен.
За время осады французы потеряли около 11 тыс. солдат и офицеров.

### Дрезден. Октябрь—ноябрь 1813
Когда армии союзников двинулись к Лейпцигу, они оставили против группировки французских войск в Дрездене сводный корпус ген.-лейтенанта Толстого (24 тыс., 64 орудия).
Гарнизон Дрездена насчитывал по данным союзников 18 тыс. солдат, но так как город являлся тыловым центром армии Наполеона, там скопилось большое количество больных и раненых солдат. Общая численность группировки оценивается историками в 35 тыс. человек; состояла из 1-го корпуса (ген. Ж. Мутон), 14-го корпуса (маршал Сен-Сир) и 4-тыс. гарнизона города. Артиллерия была представлена 95 орудиями французских корпусов и 117 крепостными пушками.
15 октября маршал Сен-Сир сделал вылазку силами 4-х дивизий против отрядов Толстого, разрушил возводимые против него укрепления и захватил понтонный парк русских. 20 октября французы отошли обратно в Дрезден при подходе 10-тыс. австрийского подкрепления из Богемии. После битвы под Лейпцигом союзники послали австрийский корпус Кленау (25 тыс.) для усиления блокады Дрездена. 29 октября 1813 войска Толстого и Кленау отогнали французов из окрестностей Дрездена за укрепления внутрь города. В результате боёв войска Сен-Сира понесли большие потери, главным образом из-за дезертирства немецких солдат.
Квартирование армии Наполеона в Дрездене перед уходом на Лейпциг истощило склады, так что группировка маршала Сен-Сира не имела запасов продовольствия. Ранним утром 6 ноября он произвел попытку прорыва блокады, около 10 тыс. солдат с 1 тыс. кавалерии и большим обозом двинулись на соединение с гарнизоном Торгау. Отряд был перехвачен войсками союзников и после стычек, стоивших французам около 900 человек, вернулся в Дрезден.
К голоду добавилась эпидемия тифа среди французских солдат, большое количество раненых и больных оказалось без помощи. Сен-Сир предложил союзным генералам сдачу Дрездена и оружия на условиях пропуска безоружных солдат во Францию с обязательством не воевать против союзников, пока не будет произведен возврат союзникам пленных. 9 ноября эти условия были подписаны австрийским командующим Кленау, затем утверждены другими союзными генералами. Французы, сложив оружие, начали отправляться большими партиями на родину с 12 ноября.
Когда разоружённые французские войска 17 ноября достигли Альтенбурга, их остановил запрет царя Александра I и Шварценберга на данные условия капитуляции. Сен-Сиру предложили сдачу в плен, либо отход в Дрезден с возвращением его войскам оружия. Маршал выбрал плен. Сдались: 1 маршал, 31 дивизионных и бригадных генералов, более 1700 офицеров и 27700 солдат (из них 6 тыс. осталось в госпиталях).
Согласно надписи на 48-й стене галереи воинской славы Храма Христа Спасителя, у русских выбыло за время осады 1500 солдат.